# Livro de Neemias

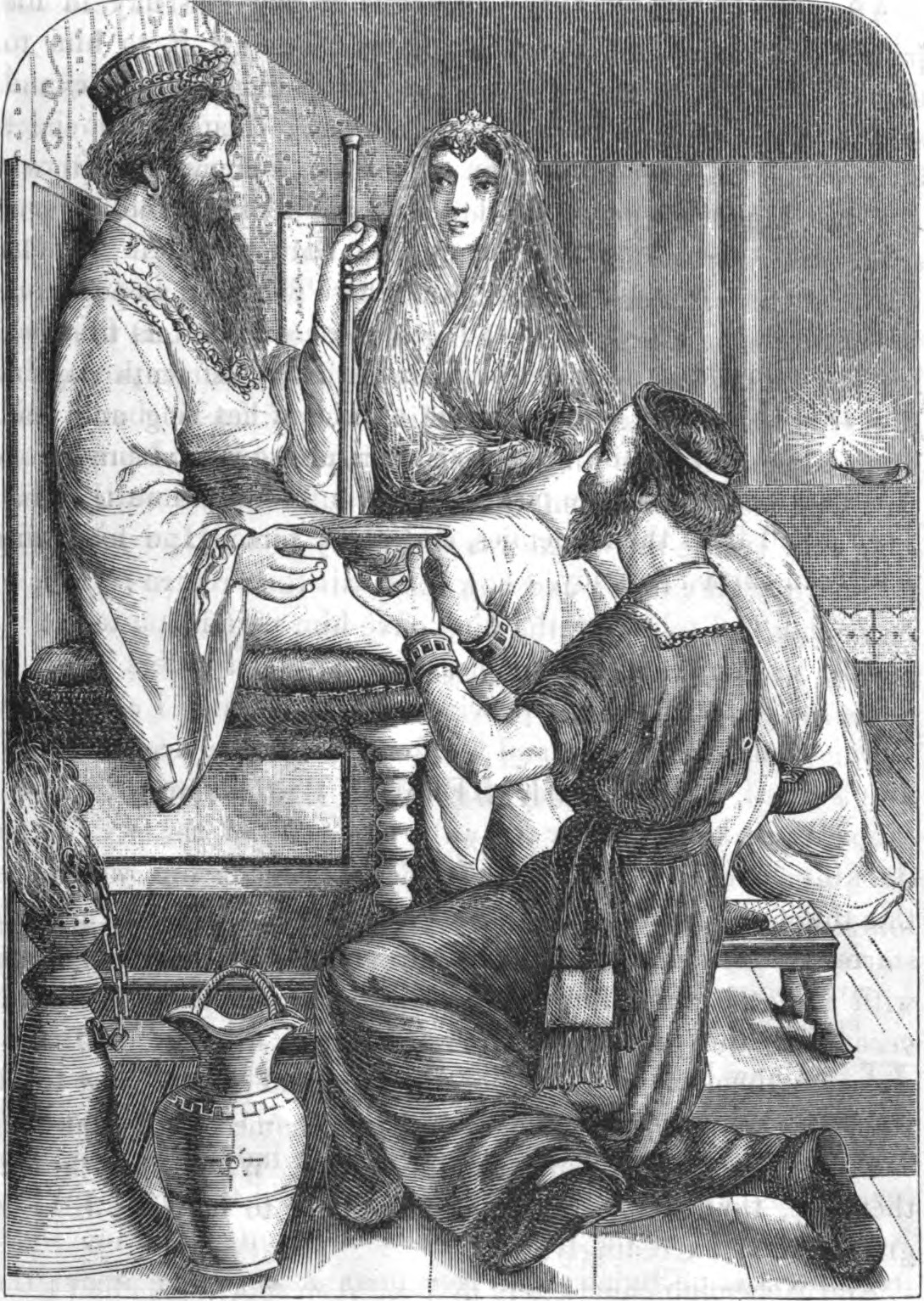
Neemias, copeiro do rei da Pérsia.

Livro de Neemias ou II Esdras é um livro do Tanakh e do Antigo Testamento da Bíblia. Vem depois do Livro de Esdras e antes do Livro de Tobias, na Bíblia Católica, e antes do Livro de Ester, na Bíblia protestante, tido historicamente como uma continuação do Livro de Esdras, e por vezes chamado até mesmo de "o segundo livro de Esdras".

## Partes
O livro consiste de quatro partes:
1. Um relato da reconstrução das muralhas de Jerusalém, e o registro do que Neemias encontrou ao retornar da Babilônia. Entre os detalhes estão a descrição de como Neemias se tornou governador de Judá (Ne, 1:1-2:20, 9), as diversas formas de oposição que sofreu, de Sambalá e outros, e descreve seu retorno anterior, sob Zerubabel (Ne, 7:6-73, 9; ver também (Es, 2:1-70 para um relato semelhante) - capítulos 1 a 7.
2. Um relato da situação da religião entre os judeus do período - capítulos 8 a 10.
3. Aumento da população de Jerusalém; o censo da população masculina adulta, os nomes de seus chefes, juntamente com listas de sacerdotes e levitas - capítulos 11 e 12:1-26.
4. Dedicatória do muro de Jerusalém, disposição das autoridades do Templo, e reformas executadas por Neemias - capítulos 12:27 e 13.

## Origem
Tradicionalmente acredita-se que o autor deste livro tenha sido o próprio Neemias, embora isto seja controverso. Existem partes do livro escritas em primeira pessoa (1-7; 12:27-47 e 13), porém outras onde Neemias é referido pela terceira pessoa (8; 9; 10).
Alguns estudiosos acreditam que estas partes teriam sido escritas por Esdras - embora não exista qualquer evidência distinta disso - enquanto outros acreditam que o arranjo e revisão final do texto teriam ocorrido num período bem posterior.
Se Neemias de fato foi o autor, a data em que o livro foi escrito teria sido por volta de 431 - 430 a.C., quando ele retornou pela segunda vez a Jerusalém, depois de sua visita à Pérsia.
A Tradução Ecumênica da Bíblia sustenta que haveria um único autor para I Crônicas, II Crônicas, Esdras e Neemias, que seria provavelmente um levita, e que sua redação não teria ocorrido antes de 350 a.C. nem depois de 250 a.C., mas haveria adições posteriores a 200 a.C. Esta edição também sustenta que os livros de Esdras e de Neemias formavam apenas um único "Livro de Esdras" (veja Esdras-Neemias), composto antes dos Livros de Crônicas, como se verifica na Bíblia hebraica e na Septuaginta.

## Perspectiva panorâmica (Sumário)

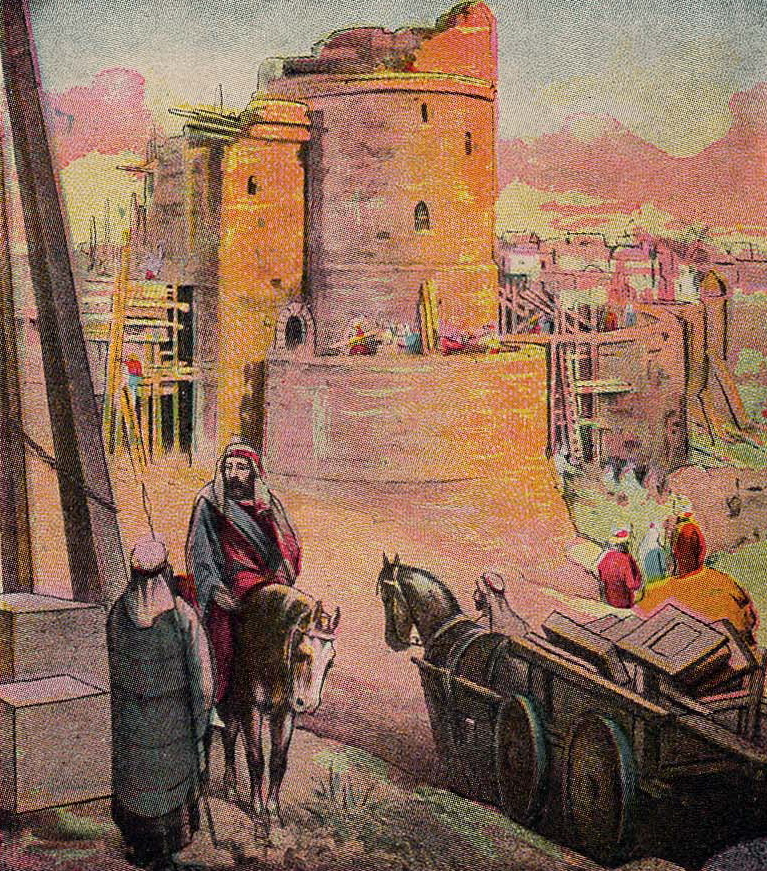
Construção da muralha de Neemias

Esquema abaixo extraído de Tradução Ecumênica da Bíblia (cit., pp 1.399):
- Oração de Neemias - Neemias 1
- Viagem de Neemias a Jerusalém - Neemias 2
- Restauração dos muros de Jerusalém - Neemias 3:1-32
- Obstáculos e dificuldades - Neemias 3:33-Neemias 4,17
- Injustiças sociais. Intervenção de Neemias - Neemias 5
- Término da reconstrução das muralhas - Neemias 6
- Recenseamento dos israelitas - Neemias 7
- Leitura pública da Lei - Neemias 8
- Oração de confissão dos pecados - Neemias 9
- Resoluções diversas - Neemias 10
- Repartição dos habitantes de Jerusalém - Neemias 11
- Sacerdotes e levitas - Neemias 12
- Reformas diversas, realizadas por Neemias - Neemias 13

## Perspectiva histórica
Esquema abaixo extraído da "Bíblia Sagrada - Edição Pastoral"
- 586 a.C.: Exílio na Babilônia
- 539 a.C.: Ciro II derrota a Babilônia
- 520 a.C.: Atividade dos profetas Ageu e Zacarias
- 445 a.C.: Neemias vai para Jerusalém ; construção da muralha Ne 1 -Ne 2 ). Neemias é nomeado governador Ne 5,14
- 433 a.C.: Neemias volta para Susa Ne 13 . Atividade do profeta Malaquias
- 430 a.C.: Neemias e Esdras em Jerusalém ; leitura da lei; reformas Ne 8 -Ne 10;13
- 423-404 a.C.: Os Samaritanos constroem um templo no Monte Garizim .

## Perspectiva política

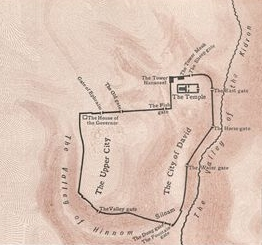
Jerusalém na época de Neemias.

A obra procura mostrar a reconstrução da comunidade judaica, reunida em Jerusalém e centrada no culto e na lei. Sob o domínio persa, foi concedida aos judeus uma oportunidade para recuperar e preservar a sua identidade como povo: a tradição religiosa dos antepassados, que agora se transforma em lei. No contexto pós-exílico, o Templo passa a ser o centro da vida da comunidade, como lugar de culto e da transmissão da lei, que fornecem a estrutura social da comunidade.
A obra não se resume a uma narrativa, pois pretende discutir e abrir perspectivas sobre a estrutura da própria comunidade judaica, sendo que a questão central é determinar qual a liderança que vai governar, nesse contexto, quando se propõe reestruturar a sociedade a partir da religião, a primeira conclusão é que os sacerdotes devem liderar o povo, no entanto, resta determinar o sacerdócio legítimo.
No exílio, os sacerdotes tinham elaborado complicadas genealogias para ligar Sadoc a Aarão, o que indicava a legitimidade dos descendentes de Sadoc, no entanto, restava resolver a questão da legitimidade dos levitas, que também seriam descendentes diretos de Aarão.
Desde o tempo de Salomão, os levitas tinham sido expulsos do Reino de Judá 1Rs 2,26-27 e passaram a exercer suas atividades entre as tribos do Norte, que formaram o Reino de Israel Setentrional. Ligados aos profetas, eles preservaram e produziram tradições que formaram o Livro do Deuteronômio, o qual influenciou grandes reformas no Reino de Judá, entretanto, depois do exílio, esses levitas se viram reduzidos a meros empregados dos sacerdotes.
O autor dessa obra, que provavelmente era um levita, busca reabilitar historicamente a figura do levita e, assim, reivindicar sua importância ao lado do sacerdócio para o governo da comunidade, mas seu objetivo não se resume a defender o interesse dos levitas, o que se pretende é resgatar a tradição profética, conservada pelos levitas, a fim de que a comunidade judaica não fique reduzida ao culto formal, mas seja capaz de se organizar socialmente, segundo o projeto de Javé, dentro da legítima tradição do Livro do Êxodo.
Essa tradição fora transmitida pelos levitas, que procuravam atualizá-la e aplicá-la às situações concretas, visando sempre em primeiro lugar à causa do povo e à defesa de uma sociedade justa e igualitária, pode-se, portanto, dizer que essa obra histórica é uma grande reivindicação para a reabilitação daqueles que se colocam como defensores dos interesses do povo, protegendo-o de possíveis arbitrariedades, tanto internas como externas.